# وارانوس اسپینولوسوس
بزمجه بی پولک شاهی (Varanus spinulosus) گونه ای از بزمجه است. زیست‌بوم این حیوان پاپوآ گینه نو و جزایر سلیمان است.